# Julia Letlow
Julia Janelle Letlow, nata Barnhill (Monroe, 16 marzo 1981), è una politica statunitense, membro della Camera dei Rappresentanti per lo stato della Louisiana dal 2021.

## Biografia
Nata e cresciuta a Monroe, dopo il college Julia Barnhill conseguì un dottorato di ricerca presso l'Università della Florida Meridionale. La sua tesi si intitolava "Dare un significato al dolore: il ruolo dei rituali e delle storie nell'affrontare le perdite familiari improvvise" ed era dedicata al fratello defunto Jeremy. Nel 2013 sposò Luke Letlow.
In seguito Julia Letlow lavorò come amministratrice presso la scuola di medicina dell'Università Tulane e dell'Università della Louisiana a Monroe. Nel 2020 fu tra i candidati alla presidenza dell'Università di Monroe.
Nello stesso anno, suo marito Luke si candidò alla Camera dei Rappresentanti con il Partito Repubblicano, per il seggio lasciato vacante dal compagno di partito Ralph Abraham. Nelle elezioni di novembre Luke Letlow risultò eletto, tuttavia contrasse una forma aggressiva di COVID-19 e morì all'età di quarantun anni nel mese di dicembre, prima di poter prestare giuramento come deputato agli inizi di gennaio.
Per riassegnare il seggio, vennero indette elezioni speciali alle quali la vedova Letlow decise di prendere parte. Nel mese di marzo 2021 Julia Letlow riuscì ad ottenere un'ampia maggioranza dei voti e divenne deputata, insediandosi ad aprile. Fu la prima donna repubblicana eletta al Congresso dallo stato della Louisiana. Divenne un'importante promotrice del vaccino anti COVID-19, raccontando la propria testimonianza di vita ed invitando anche i colleghi più scettici a rivedere pubblicamente le proprie idee antivacciniste.

## Vita privata
Dal suo matrimonio sono nati due figli.